# نوباء قمحية
نوباء قمحية (الاسم العلمي:Alternaria triticina) هي نوع من الفطريات تتبع جنس النوباء من الفصيلة البوغيانية.